# Внуковичи (Брянская область)
Внуковичи — село в Новозыбковском городском округе Брянской области.

## Топоним
Во второй половине XIX века также называлось Радонежское — по деревянной церкви Сергия Радонежского (построена в 1855, с 1974 закрыта, частично сохранилась) или Дрягловкой.

## География
Находится в западной части Брянской области на расстоянии приблизительно 6 км на север по прямой от районного центра города Новозыбков.

## История
Известно с первой половины XVI века.  В 1859 году здесь  было учтено 146 дворов, в 1892—282. 

### Административно-территориальная принадлежность
Село входило в состав Новозыбковского уезда Черниговской губернии (1808-1919 годы), Гомельской губернии (в 1919—1926 годах), Брянской губернии (с 1926 по 1929 годы).
После административно-территориальной реформы 1929 года включён в Новозыбковский район, который первоначально вошёл в Клинцовский округ Западной области с центром в г. Смоленске. В 1937—1944 годах Новозыбковский район входил в Орловскую область.
До 2019 года входило в состав Халеевичского сельского поселения Новозыбковского района до их упразднения.

## Население
| 2010 | 2013 |
| ---- | ---- |
| 471  | ↘454 |

### Историческая численность населения
Численность населения: 924 человека (1859), 1519 (1892), 510 человек в 2002 году (русские 98 %), 471 в 2010.

## Инфраструктура
Личное подсобное хозяйство с зоной сельскохозяйственного использования, индивидуальная застройка усадебного типа.
Основа экономики — сельское хозяйство.
Внуковичская основная общеобразовательная школа, Внуковичский фельдшерско-акушерский пункт, Внуковичский сельский дом культуры.

## Достопримечательности
Мемориал «Братская могила семей партизан, расстрелянных в 1943 году немецко-фашистскими захватчиками».

## Транспорт
Село доступна автотранспортом.